# Andorra ai XXII Giochi olimpici invernali
Andorraha partecipato ai XXII Giochi olimpici invernali, che si sono svolti dal 7 al 23 febbraio a Soči in Russia, con una delegazione composta da sei atleti.

## Biathlon
| Gara                    | Atleta       | Tempo   | Penalità    | Posizione |
| ----------------------- | ------------ | ------- | ----------- | --------- |
| 7.5 km sprint femminile | Laure Soulie | 23'57"8 | 2 (1+1)     | 66        |
| 15 km femminile         | Laure Soulie | 50'04"2 | 3 (1+1+0+1) | 48        |

## Sci alpino

### Uomini
| Gara           | Atleta        | Manche 1 | Manche 1  | Manche 2 | Manche 2  | Totale  | Totale    |
| Gara           | Atleta        | Tempo    | Posizione | Tempo    | Posizione | Tempo   | Posizione |
| -------------- | ------------- | -------- | --------- | -------- | --------- | ------- | --------- |
| Supercombiata  | Marc Oliveras | 1'57"08  | 33        | 1'01"46  | 32        | 2'58"54 | 31        |
| Slalom gigante | Marc Oliveras | 1'26"40  | 41        | 1'27"34  | 39        | 2'53"74 | 38        |
| Slalom gigante | Joan Verdú    | DNF      | DNF       | DNF      | DNF       | DNF     | DNF       |
| Discesa libera | Marc Oliveras | n/a      | n/a       | n/a      | n/a       | 2'12"76 | 40        |
| Discesa libera | Kevin Esteve  | n/a      | n/a       | n/a      | n/a       | 2'10"80 | 32        |
| Supergigante   | Marc Oliveras | n/a      | n/a       | n/a      | n/a       | 1'22"02 | 35        |

### Donne
| Gara            | Atleta           | Manche 1 | Manche 1  | Manche 2 | Manche 2  | Totale  | Totale    |
| Gara            | Atleta           | Tempo    | Posizione | Tempo    | Posizione | Tempo   | Posizione |
| --------------- | ---------------- | -------- | --------- | -------- | --------- | ------- | --------- |
| Supercombinata  | Mireia Gutiérrez | 1'49"04  | 32        | 53"26    | 15        | 2'42"30 | 18        |
| Slalom gigante  | Mireia Gutiérrez | DNF      | DNF       | DNF      | DNF       | DNF     | DNF       |
| Slalom speciale | Mireia Gutiérrez | DNF      | DNF       | DNF      | DNF       | DNF     | DNF       |

## Snowboard
| Gara                     | Atleta              | Qualificazioni | Qualificazioni | Qualificazioni | Ottavi di finale | Quarti di finale | Semifinale      | Finale |
| Gara                     | Atleta              | Manche 1       | Manche 2       | Posizione      | Ottavi di finale | Quarti di finale | Semifinale      | Finale |
| ------------------------ | ------------------- | -------------- | -------------- | -------------- | ---------------- | ---------------- | --------------- | ------ |
| Snowboard cross maschile | Lluís Marin Tarroch | non disputate  | non disputate  | non disputate  | DSQ              | non qualificato  | non qualificato | =25    |